# Ermita de Santa Bárbara (Alboraya)
La ermita de Santa Bárbara es un templo situado en la partida de Saboya, en el municipio de Alboraya, Valencia, comunidad autónoma Valenciana, España. Es Bien de Relevancia Local con identificador número 46.13.013-004.
Está abierta al culto los días de precepto.

## Historia
La existencia de esta ermita data desde 1749. Sin embargo a lo largo del siglo XIX fue cayendo en estado ruinoso, por los que en los años 1879-80 fue reedificada mediante aportaciones de particulares. El 19 de septiembre de 1880 fue bendecida. Entre 1960 y 1963 se realizó una reforma que afecto principalmente a la zona del altar. La Fundació Pere Comte realizó una restauración a finales de 2002, pintándose su exterior en azul claro.

## Descripción
El edificio es de planta rectangular, con líneas sencillas. El tejado es a doble vertiente. Aunque está exento, en dos de sus costados, el posterior y el izquierdo vistos desde la fachada, se encuentran muy próximos a las viviendas que lo rodean. La sacristía está adosada a la parte posterior del templo, siendo de menor altura y cubierta a una sola vertiente. La fachada principal acaba en un frontón triangular que contiene en una hornacina la imagen policromada de la santa titular. Dos pequeños óculos ciegos flanquean la hornacina.
En el interior hay diversas imágenes. En el altar se encuentra la imagen de Santa Bárbara, la de San José y la de la Inmaculada Concepción. En las paredes laterales, las de San Blas y San Antonio de Padua, así como los cuadros del Vía Crucis.